# نيك تومسون (فنان قتال مختلط)
نيك تومسون (بالإنجليزية: Nick Thompson) هو فنان قتال مختلط أمريكي، ولد في 23 يونيو 1981 في نيوبورت نيوز في الولايات المتحدة.

## وصلات خارجية
- نيك تومسون على موقع يو إف سي (الإنجليزية)
- نيك تومسون على موقع شيردوغ (الإنجليزية)
- نيك تومسون على موقع IMDb (الإنجليزية)
- نيك تومسون على موقع قاعدة بيانات الفيلم (الإنجليزية)